# 디미터르 베르바토프
디미터르 이바노프 베르바토프(불가리아어: Димитър Иванов Бербатов, 1981년 1월 30일~)는 불가리아의 은퇴한 축구 선수로, 포지션은 스트라이커이다.

## 선수 소개
그는 불가리아 축구 국가대표팀의 주장으로 우아한 축구를 하는 것으로 유명한 공격수이다. 플레이 스타일은 아래로 내려와서 중원에서 활약하는 것에 뛰어 나고, 골문 앞에서 기다리다가 세트피스로 골을 넣는 스타일이 아니라 화려하고 뛰어난 볼터치로 가끔씩 크로스도 올리는 선수이다.
2006년 잉글랜드 프리미어리그 토트넘 홋스퍼로 이적한 그는 토트넘에서의 2년간 98경기 45골 기록한 것은 물론 유연한 플레이를 앞세워 프리미어리그의 최고의 공격수중 한명으로 명성을 날리기도 하였다. 토트넘 시절 로비 킨과 베르바토프 두 스트라이커는 함께한 두 시즌 동안 엄청난 화력을 보여주며 다른 팀에 엄청난 위협을 주는 콤비이기도 했다. 한편 최전방 공격수가 부족한 맨체스터 유나이티드는 베르바토프를 계속해서 주시하고 있었고, 베르바토프도 맨유의 구애에 결국에는 토트넘을 떠나기로 결심하였다.
2008년 9월 1일 여름 이적시장 마지막 날에 3075만 파운드(약 668억원)의 프리미어리그 역대 2위의 엄청난 이적료(2위 이기는 하나, 역대 이적료 1위인 호비뉴는 현금만으로 거래된 반면 베르바토프의 경우 프레이져 캠밸의 임대 이적을 포함하여 거래되었으므로 실질적으로 이적료 1위로 평가받는다.)로 맨체스터 유나이티드로 입단하여 팬들의 큰 기대를 모았다.
하지만 시즌 초반에는 맨체스터 유나이티드의 빠른 역습과 스피디한 플레이에 좀처럼 적응하지 못하였고, 적은 활동량으로 인해 '먹튀' 소리를 들으며 비난의 목소리가 높았다.
그러나 1월에 연달아 골을 넣으면서 다시 살아나는가 싶더니 시즌 후반기에 들어서 플레이가 무기력해졌고, 에버턴과의 FA컵 4강전 승부차기에서 실축을 하자 팬들로부터 많은 비난을 받기도 했다.
이적 첫 해에 프리미어리그 우승을 거머쥐었다. 그러나 두 번째 시즌에도 마찬가지로 적은 활동량과 득점력 논란에 시달리고 있으며 웨인 루니의 부상 공백을 잘 메우지 못하면서 방출 명단 1위에 속해 있기도 하였다.
최근 맨체스터 유나이티드에서는 이적시장에 올라갔던 세르히오 아구에로를 영입하기 위해 디미터르 베르바토프에 360억원의 현금을 얹어주기로 조건을 걸었으나 아구에로의 이적료를 너무 적게 책정한 데다가 당사자인 아구에로 역시 맨유로 가길 거부한 탓에 성사되지 못했다.
그러나 퍼거슨 감독은 베르바토프는 다음 시즌에도 계속 맨유에서 뛸 것이라는 얘기를 하면서 그의 이적설을 일축했다.
2010-11 시즌의 시작을 알리는 FA 커뮤니티 실드 경기에서 후반전에 교체되어 쇄기골을 넣어 3대1 승리에 기여했다.
또한 뉴캐슬 유나이티드와의 개막전 경기에서는 결승골을 성공시키고 전과 달라진 움직임과 활동량을 선보이며 맨유의 축구에 녹아 들어가는 모습을 보여주었다.
리버풀 FC와의 경기에서는 헤트트릭을 기록하며 팀의 3대2 승리를 이끌었는데 맨유 입단 후 최초의 해트트릭이였다. 이 경기에서 후반전에 넣은 오버헤드킥 골은 그가 왜 백작이라는 별명을 가지게 되었는지를 보여주는 아름다운 골이었다.
그는 5라운드까지 6골 1도움을 기록하며 폴 스콜스와 함께 맨유의 초반 돌풍을 이끌었으나 웨인 루니가 사생활 문제와 이적 파동,부상으로 인해 나오지 못하자 포지션 변경으로 인해 골을 터뜨리지 못하고 팀 동료들에게 불성실한 모습을 보이자 많은 비난을 받았으나 15라운드 블랙번 로버스 FC전에서 무려 5골을 기록하며 앤디 콜, 앨런 시어러, 저메인 디포와 함께 프리미어리그에서 한 경기 5골을 기록한 선수로 기록되었으며 베기옥이라는 신조어를 만들어 내기도 하였다.
그는 이후 선더랜드와의 경기에서 2골, 버밍엄 시티와의 2경기에서 4골, 블랙풀전에서 2골을 기록하였고 볼튼과 풀럼전에서도 1골씩을 기록하여 21골로 득점 선두에 올랐지만 기복 심한 플레이와 웨인 루니의 복귀, 하비에르 에르난데스의 놀라운 활약으로 주전에서 밀리게 되었다. 맨체스터 시티 FC와의 FA컵 4강전에서는 1대1 찬스를 2번 연속으로 무산시키는 등 부진한 플레이로 다시 많은 비난을 받게 되었고 4월 25일에는 사타구니 부상으로 UEFA 챔피언스리그 FC 샬케 04 원정경기에서는 명단에서 제외되었다. 그 뒤 아스날 FC와의 원정 경기에서 복귀하였고 FC 샬케 04와 홈 경기에서는 4경기만에 선발 출전하였다.
UEFA 챔피언스리그 FC 바르셀로나와의 결승전에서는 명단에서 아예 제외되었다.
20골로 2010-11 프리미어리그 득점왕을 차지하였다.
2011-12 시즌 초반 대니 웰백과 웨인 루니, 하비에르 에르난데스에게 밀려 많은 출전을 하지 못하다가 17라운드 풀럼전에서 교체 투입되어 리그 첫 골을 기록하였고 18라운드 위건 애슬레틱전에서 선발로 출장하여 해트트릭을 기록하였다.
19라운드 블랙번 로버스 FC전에서 0대2로 뒤져있던 후반에 2골을 몰아치며 2대2 균형을 맞췄지만 그랜트 한리에게 골을 내주며 2대3으로 역전패했다.
23라운드 스토크 시티 FC전에서 페널티킥으로 리그 7호골을 기록하였다.
2012-13 시즌을 앞두고 아스날 FC에서 지난 시즌 득점왕 로빈 판 페르시가 영입되자 그의 입지는 더욱 불투명해졌다.
2012-2013 시즌 여름이적시장에서 풀럼으로 이적하였다. 계약 기간은 2년이다.
2014년 겨울이적시장에서 라다멜 팔카오의 대체자로 AS 모나코 FC로 이적하였으며 등번호는 15번을 받았다.
2015년 부진 등의 이유로 AS 모나코 FC에서 방출되었고, 결국 자유계약이 가능한 상태가 되었다.
2020베르바토프 "산초? 사울? 맨유에는 그릴리쉬가 딱이야!레전드' 디미터르 베르바토프의 말이다. 리빌딩에 어느정도 성공한 맨유는 올 여름 마지막 퍼즐을 찾고 있다. 후보군은 제이든 산초, 잭 그릴리쉬, 사울 니게스 등이다. 모두 만만치 않은 이적료가 예상되지만, 맨유는 업그레이드를 위해 선택을 해야 한다.
당초만 하더라도 무조건 산초로 가는 분위기였다. 맨유는 산초 영입에 올인했다. 금액 상관없이 영입한다는 계획이었다. 하지만 최근 들어 산초의 몸값이 부담된다는 분위기로 흐르면서, 그릴리쉬 영입으로 선회하는 모습이다. 베르바토프 역시 이 의견에 동조했다. 베르바토프는 10일(한국시각) 벳페어와의 인터뷰에서 "맨유는 매주 톱 플레이어들과 연결되고 있다. 지난 주는 산초였고, 올 시즌은 그릴리쉬다. 다음주는 또 누가될지 모른다"며 "이런 좋은 선수들과 연결된다는 것은 맨유에게 좋은 일이다. 내 생각에 다른 누구보다 그릴리쉬가 맨유에 어울린다. 그릴리쉬는 잉글랜드 무대 적응이 완벽한데다, 많은 골과 도움을 만들어 낼 줄 안다"고 했다.베르바토프, 산초에게 경고 "나라면 맨유 안 가, 성장 멈출 것"과거 맨체스터 유나이티드에서 뛰었던 공격수 디미터르 베르바토프가 떠오르는 유망주 제이든 산초에게 충고했다. 맨유에 가면 성장이 멈출 위험이 있기 때문에 도르트문트 잔류를 권유했다.
이브닝스탠다드가 13일(한국시간) 보도한 바에 따르면 베르바토프는 산초의 맨유행을 말렸다.
베르바토프는 "그에게 지금 맨유 이적이 적절한 시기인지 나는 잘 모르겠다. 맨유에는 안토니 마샬, 마커스 래시포드, 다니엘 제임스 등 그와 경쟁자가 많다"며 산초가 주전으로 뛰기 쉽지 않을 것이라 내다봤다.
베르바토프는 "명문 클럽에 가는 것도 좋지만 그런 곳에선 로테이션을 겪어야 한다. 나라면 내가 출전할 수 있는 팀을 고르겠다. 벤치에만 머문다면 산초는 발전을 멈출 것이다. 도르트문트에 더 머물러야 한다고 생각한다"고 주장했다.
산초는 이번 시즌 35경기 17골 19도움을 기록하며 기량을 만개했다. 오른쪽 윙어를 애타게 찾는 맨체스터 유나이티드와 강력하게 연결되고 있다.

## 후반기에 빛나는 선수
(일명 슬로우 스타터) 베르바토프의 플레이 스타일 자체가 설렁설렁 뛰는 것도 있기 초반에 부진할 때면 더욱 비판을 많이 받기도 하는데 베르바토프는 전형적으로 리그 초반기보다는 중후반기에 본격적으로 화력을 뿜어내는 공격수이다.

## 수상 경력

### CSKA 소피아
- 불가리안 컵: 1999

### 바이어 04 레버쿠젠
- 분데스리가 준우승 : 2001-02
- DFB-포칼 준우승 : 2002
- UEFA 챔피언스리그 준우승 : 2001-02

### 토트넘 홋스퍼
- 칼링컵 우승 : 2007/2008

### 맨체스터 유나이티드
- FIFA 클럽 월드컵 우승 : 2008
- 칼링컵 우승 : 2008-09, 2009-10
- 프리미어리그 우승 : 2008-09, 2010-2011
- UEFA 챔피언스리그 준우승 : 2008-09, 2010-2011
- FA 커뮤니티 실드 우승 : 2010-2011, 2011-2012

### 개인 수상
- 불가리아 올해의 선수: 2002, 2004, 2005, 2007, 2008, 2009, 2010
- FA Premier League Player of the Month : 2007년 4월, 2011년 1월
- PFA Team of the Year: 2006–07, 2010-11
- 프리미어 리그 득점왕 1회(2010-11)
- 토트넘 핫스퍼 시즌 최우수 선수 1회(2006-07)
- 풀햄 FC 시즌 최우수 선수 1회(2012-13)
- AS 모나코 올해의 최우수 선수 1회(2014년)
- 리그앙 이달의 선수 1회(2014년 4월)
- UEFA컵 득점왕 1회(2000-01)
- FIFA/FIFPro 월드 XI 후보 선정 3회(2007, 2008, 2010)